# Heartist
Heartist is een Amerikaanse hardrock/posthardcoreband afkomstig uit Orange County, Californië.

## Biografie
De band werd begin 2011 opgericht door Jonathan Gaytan en Tim Koch, nadat zij eerdere bands waarin zij speelden verlaten hadden. Al snel voegden zij Bryce Beckley, Evan Ranallo en Matt Marquez toe aan hun line-up. Op 16 oktober 2012 bracht de band ahar debuut-EP Nothing You Didn't Deserve uit. Kort hierna verliet Gaytan de band, waarna Robby DeVito zijn taken als gitarist overnam. In mei 2013 mocht de band vervolgens mee met de The Generation Tour van Crown the Empire, waar zij samen met Capture, Palisades en Famous Last Words het voorprogramma verzorgden.
Op 14 april 2014 bracht de band met Pressure Point de eerste single van haar debuutalbum Feeding Fiction uit, dat later dat jaar zou verschijnen. Voor dit album werkte de band samen met David Bendeth, die daarvoor onder andere geproduceerd had voor Paramore en Of Mice & Men. Hierna kondigde de band een onderbreking voor onbepaalde tijd aan. In een later interview gaf de band aan dat ze dat liever niet hadden gedaan, maar dat de keuze ingegeven was door financiële noodzaak. In de daaropvolgende jaren trad de band nog wel incidenteel op en werkte ondertussen geheel zelfstandig door aan een nieuw project.
Op 7 juni 2019 kwam de band in dezelfde bezetting als in 2015 terug met een nieuwe EP, Sleep getiteld. Voor het album werd de band bijgestaan door componist Greg Johnson, die door de band werd omschreven als het eigenlijke zesde lid van de band.

## Bezetting
Huidige leden
- Bryce Beckley- vocalen
- Tim Koch - gitaar
- Robby DeVito - gitaar
- Matt Marquez- drums
- William Catlin- bass

Voormalige leden
- Jonathan Gaytan - gitaar

## Discografie
Studioalbums
- 2014 - Feeding Fiction

Ep's
- 2012 - Nothing You Didn't Deserve
- 2019 - Sleep